# Dienia carinata
Dienia carinata är en orkidéart som beskrevs av Heinrich Gustav Reichenbach. Dienia carinata ingår i släktet Dienia och familjen orkidéer. Inga underarter finns listade i Catalogue of Life.